# Syngalezi
Syngalezi – naród zamieszkujący głównie południe Sri Lanki. Posługują się językiem syngaleskim z rodziny języków indoaryjskich – przybyli na Lankę z północy subkontynentu indyjskiego około IV wieku p.n.e. Główną religią wśród nich jest buddyzm.
Zgodnie z legendą Syngalezi mają pochodzić ze związku lwa (sinha) z bengalską księżniczką. Początkowo zamieszkali tylko w żyznych dolinach, ale z czasem opanowali i rozwinęli sztukę nawadniania oraz budowy zbiorników wodnych, dzięki czemu skolonizowali suche równiny w głębi wyspy.
Północ Sri Lanki zamieszkują pozostający w konflikcie z syngaleską większością Tamilowie, wyznający hinduizm i mówiący językiem z rodziny drawidyjskiej.
Liczebność ogółem 15 mln, głównie w Sri Lance, ale też ok. 300 tys. w Australii, Kanadzie, Tajlandii, Zjednoczonych Emiratach Arabskich, USA i w innych krajach.